# Herr (Modelleisenbahn)
L. Herr KG war ein Hersteller von Modelleisenbahnen und Modellfahrzeugen in der DDR. Das Unternehmen wurde als Elektromechanische Werkstätten L. Herr in Berlin 1924 gegründet. Im Zuge der Verstaatlichungswelle in der DDR wurde das Unternehmen mit Wirkung zum 31. März 1972 aufgelöst.

## Firmengeschichte
Die „Elektromechanische Werkstätten L. Herr“ begann bereits in den 1930er Jahren mit der Herstellung von technischen Handbüchern und Teilen für Modelleisenbahnen. Der Betrieb fertigte Messing-Vollschienen mit Befestigungsmaterial in den damals gängigen Nenngrößen sowie Teile für den Eigenbau von Fahrzeugen. Eingetragene Firmeninhaberin war Luise Herr, die Ehefrau des Firmengründers Erich Herr, auf die auch der Firmenname zurückgeht.
Erich Herr, der während des Zweiten Weltkrieges Privatsekretär des Schauspielers Heinrich George war, führte das Unternehmen nach Kriegsende weiter. 1952 wurde von den zuständigen Behörden die Gewerbeerlaubnis zur Weiterführung des Betriebes erteilt.
Luise Herr wurde im Dezember 1956 Inhaberin der von Ernst Ganzer im Jahr 1947 gegründeten Firma „ERGA Lehrmodelle Ganzer & Gaul“. Ernst Ganzer hatte bereits 1935 das LH-Firmenlogo entworfen. Die ERGA-Modellbaubögen wurden über den Laden von Luise Herr in der Lenbachstraße 1 (am Bahnhof Berlin Ostkreuz) vertrieben. Angesichts der politischen Entwicklung 1957 verließ Luise Herr 1957 die DDR und zog nach West-Berlin.
Bereits im Vorjahr 1955 hatte sie ihrem Sohn Kurt Hermann die Generalvollmacht über das Unternehmen übertragen. Ab 1. Januar 1957 firmierte der Betrieb unter dem Namen „L. Herr KG“ in Berlin-Treptow und Luise Herr wurde Komplementär. Neben Modelleisenbahnen und Zubehör wurden auch Modelle für Verkehrs- und Industriemodellanlagen sowie Zeichnungen für den Fahrzeugbau angefertigt. Herr arbeitete eng mit anderen Herstellern zusammen, so zum Beispiel mit Gützold und Ehlcke. Das Unternehmen vertrieb unter anderem auch Produkte der Firmen Swart und Temos und hatte im Raum Berlin enge Beziehungen zu den Betrieben Rusto, Beyco, Reppin und Technikus Express.
Aufgrund der Anordnung Nr. 2 über die Behandlung des Vermögens von Personen, die das Gebiet des demokratischen Berlin nach dem 10. Juni 1953 verlassen haben, erlosch die Generalvollmacht von Kurt Hermann 1959, die er 1957 von seiner Mutter Luise erhalten hatte. Der bisherige Kommanditist, die Deutsche Investitionsbank Berlin (DIB) verwaltete ab sofort den Firmenanteil von Luise Herr. Die DIB setzte Kurt Hermann als Treuhänder für den Firmenanteil ein, er blieb auch Geschäftsführer. Der VEB Berliner Metallhütten- und Halbzeugwerke wurde 1961 Nachfolger der DIB als Kommanditist und am 1. Januar 1968 trat an deren Stelle der VEB Spezialprägewerke Annaberg-Buchholz (EsPeWe) als Kommanditist und Treuhänder ein. Dieser produzierte ebenfalls Modellfahrzeuge und vertrieb diese unter dem Handelsnamen „Espewe“. Durch die Betriebsführung war es dem VEB möglich, die Entwicklung, Fertigung und den Vertrieb von Herr-Modellfahrzeugen für den Modellmarkt zu koordinieren. Der VEB Spezialprägewerke Annaberg-Buchholz war in der DDR der größte Modellautoproduzent.
Ab Ende 1968 wurden die von Herr gefertigten Modelle nur noch unter dem Markennamen „Espewe“ vertrieben und Luise Herr musste aus wirtschaftlichen Gründen das Unternehmen „Erga“ 1968 aufgeben. 1971 schied sie auch aus der L. Herr KG aus und ihre Unternehmensanteile wurden von der Industrie- und Handelsbank der DDR übernommen. Obwohl weiterhin als Kommanditgesellschaft geführt, war der Betrieb damit vollständig in Staatsbesitz. Nach der Auflösung des Betriebes 1972 wurden die Produkte vom VEB Plastspielwaren Berlin weitergeführt.

### Modelle

#### Verschiedenes
Im Jahr 1948 wurde als erstes Modell nach dem Zweiten Weltkrieg ein Viertelzug der Berliner S-Bahn herausgebracht. Daneben fertigte man noch Zubehörteile wie Drehgestell- und Achsblenden und das Modell einer zweiachsigen Industrie-Elektrolokomotive.
Herr begann bereits in den 1950er Jahren als erstes ostdeutsches Unternehmen die Herstellung von Modellen in Plastspritzguss. Zunächst wurden duroplastische Kunststoffe, später Thermoplaste verwendet. Im Herbst 1954 stellte das Unternehmen mit dem EMW 340/2 das erste aus Polystyrol gefertigte Modellfahrzeug in der Nenngröße H0 in der DDR vor. Verkauft wurde es für 50 Pfennige. Die Prägung des Nummernschildes lautet LH 04-54. Man nimmt heute an, dass dies Luise Herr/April 1954 bedeutet. (Die Frau des Firmenbesitzers/Konstruktionsdatum) Herr war damit der zweite Hersteller in der DDR, der Fahrzeuge in diesem Maßstab fertigte. In den 1950er Jahren entwickelte Herr ebenfalls eine Technologie, Räder für Modellbahnlokomotiven aus Polystyrol zu fertigen und mit einem Laufkranz aus Metall zu versehen. Dieses Verfahren garantierte hohe Maßhaltigkeit bei gutem Rundlauf und wurde später von anderen Modellbahnherstellern übernommen. Ab Anfang der 1950er Jahre fertigte Herr nach den Vorgaben des NORMAT-Normenwerkes und war damit ein Vorreiter bei der Fertigung maßstabs- und normgerechter Modelle in der DDR.
Der 1963 vorgestellte Lkw IFA H3A war das zweite Fahrzeugmodell des Unternehmens. Dieser besitzt die Nummernschildprägung LH 01-63. 1967 folgte ein Modell des Pkw Škoda Octavia, im gleichen Jahr begann auch die Fertigung von Modellen des Busses Ikarus 55, die in den folgenden Jahren durch Modelle des Ikarus 31, 311 und 66 ergänzt wurde. Der Ikarus 66 erschien bereits bei Espewe, wie auch spätere Herr-Modelle. Modelle der Personenwagen Bi 24 und Bi 33 sowie des zugehörigen Gepäckwagens Pwi 32 waren seit den 1960er Jahren ebenfalls Teil des Fertigungsprogramms. Daneben befanden sich noch Zubehör-Artikel im Angebot des Unternehmens.
Von dem Unternehmen Modelltec GmbH wurden ab 2003 noch einige dieser Modellfahrzeuge unter dem Markennamen S.E.S produziert und vertrieben. Piko vertrieb bis etwa 1991 diverse Modellfahrzeuge, die noch bei Herr entwickelt wurden.

##### Schmalspurbahn

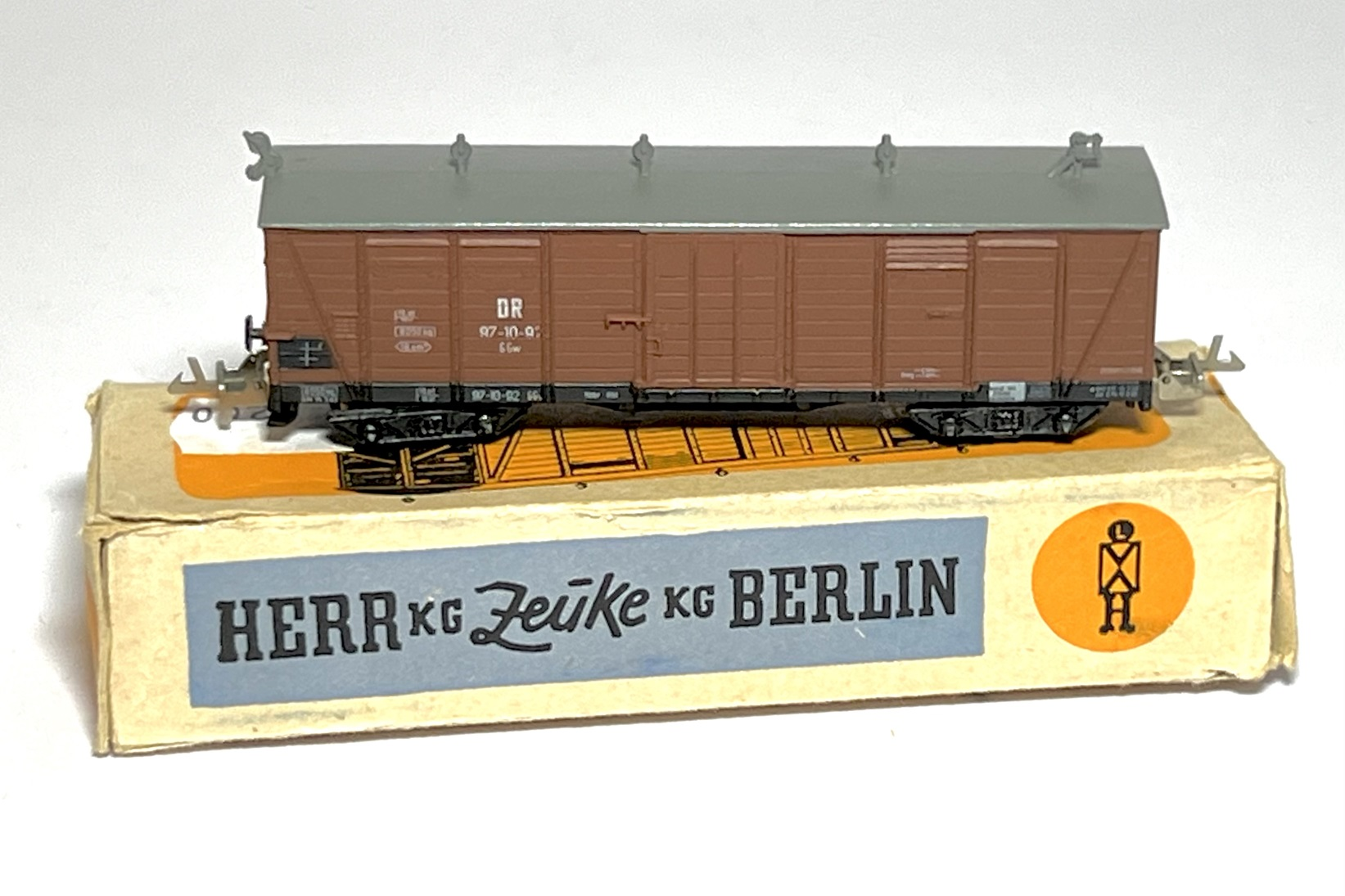
Gedeckter Schmalspur-Güterwagen der Spur H0m

Ende der 1950er Jahre entwickelt die Firma Herr gemeinsam mit dem Konstrukteur Gerhard Walter ein sächsischer Schmalspurbahnzug, der beim Vorbild auf Gleisen mit einer Vorbild-Spurweite von 750 mm verkehrt, mit einer Lok der Baureihe VI K, einer Tenderlokomotive, in der Nenngröße H0 und brachte diese Anfang der 1960er Jahre in Form einer Gemeinschaftsproduktion mit der Firma Zeuke & Wegwerth, kurz Zeuke, auf den Markt. Dabei wurde geschickt auf die vorhandenen Gleise der Spur TT der Firma Zeuke mit der Modell-Spurweite von 12 mm zurückgegriffen. Anfänglich wurde die Schmalspurbahn als Schmalspurbahn auf 12 mm Gleisen bezeichnet. Erst später wurde diese Modell-Spurweite der Spur H0m zugeordnet. Zeuke stellte damals kein spezifisches Spur H0m Gleis her.